# Service commun des laboratoires
Le Service commun des laboratoires (SCL) est un service de l’état français, commun aux douanes et à la répression des fraudes. Réseau constitué de 11 laboratoires, dont 9 en métropole et 2 outre-mer, auxquels s’ajoute une unité de direction, il est chargé de répondre aux demandes d’analyses physiques, chimiques et biologiques nécessaires pour garantir la sécurité des consommateurs et la loyauté des transactions.

## Histoire
La loi du 27 juillet 1875 crée deux laboratoires, un pour la Douane et un pour les contributions indirectes, dont le but premier était l’analyse des sucres pour leur appliquer le bon niveau de taxes. Leurs missions s’élargissent rapidement aux alcools, farines, huiles, pétrole… tous produits fortement sujets à la fraude pour en abaisser le niveau de taxation. Dès 1897 ces réseaux sont fusionnés. 
Parallèlement, l’état se soucie de protéger le consommateur des adultérations de plus en plus courantes de denrées alimentaires (lait, vin…). En 1907 naît le service de la répression des fraudes, qui se dote d’un laboratoire d’analyse dès l’année suivante. 
Issu de la fusion des laboratoires de la DGCCRF (répression des fraudes) d’une part, et de la DGDDI (douanes et droits indirects) de l’autre, le SCL est créé le 1er janvier 2007, par un arrêté du 14 mars 2006. Ses effectifs se montent alors à 469 personnes, qui analysent près de 100 000 échantillons par an. 
Il intervient depuis dans des domaines aussi divers que la lutte contre la fraude alimentaire (adultération ou revendications mensongères), contre le trafic de stupéfiants, ou la sécurité des jouets,.

## Organisation
L'unité de direction du SCL se situe à Paris, les onze laboratoires sont répartis entre Marseille, Bordeaux, Montpellier, Rennes, Lille, Strasbourg, Lyon, Paris (site de Massy), Le Havre, les Antilles, et La Réunion. 
La protection du consommateur est un axe important des analyses demandées au SCL. 